# Amadotrogus grassii
Amadotrogus grassii är en skalbaggsart som beskrevs av Mainardi 1902. Amadotrogus grassii ingår i släktet Amadotrogus och familjen Melolonthidae. Inga underarter finns listade i Catalogue of Life.